# Lepidonotus brevicornis
Lepidonotus brevicornis är en ringmaskart som beskrevs av Jean Louis Armand de Quatrefages de Bréau 1865. Lepidonotus brevicornis ingår i släktet Lepidonotus och familjen Polynoidae. Inga underarter finns listade i Catalogue of Life.